# Aglaé de Polignac
Aglaé Louise Françoise Gabrielle de Polignac (7 de mayo de 1768-30 de marzo de 1803) fue hija de Yolande de Polastron, favorita y confidente de María Antonieta, y de su esposo, el I duque de Polignac.

## Orígenes
Sus abuelos paternos fueron el marqués Louis Héracle Melchior de Polignac (1717-1792) y su esposa, Diane Marie Adelaide Zephirine Mazzarini-Mancini (1726-1755). Sus abuelos maternos fueron Jean François Gabriel, conde de Polastron, y su esposa, Jeanne Charlotte Hérault.
Aglaé nació en el Palacio de Versalles, siendo la primogénita y única hija de los duques de Polignac. Tuvo tres hermanos: Armand Jules Marie Héracle, duque de Polignac (11 de enero de 1771-1 de marzo de 1847); Jules Auguste Armand Marie, príncipe de Polignac (14 de mayo de 1780-30 de marzo de 1847); y Camille Henri Melchior, conde de Polignac (27 de diciembre de 1781-2 de febrero de 1855).

## Vida en la corte
Durante el verano de 1775, Madame de Polignac fue invitada por su cuñada a la corte real, siendo tanto ella como su marido presentados en una recepción oficial a Luis XVI y María Antonieta.
El 11 de julio de 1780, a los doce años, Aglaé contrajo matrimonio con el duque de Gramont y Guiche en el Palacio de Versalles, convirtiéndose en duquesa y pasando a ser llamada "Guichette" por su familia. Su hijo, Antoine Geneviève Héraclius Agénor de Gramont, se convirtió en el IX duque de Gramont. Su hija Corisande Armandine Léonie Sophie de Gramont contrajo matrimonio con Charles Bennet, V conde de Tankerville, mientras que su otra hija, Aglaé Angélique Gabrielle de Gramont, se desposó en primer lugar con el general ruso Alexander Lvovich Davydov y posteriormente con el diplomático francés Horace Sébastiani.
Tras el estallido de la Revolución francesa, los duques se exiliaron en Inglaterra. Murió en un incendio en su casa en Edimburgo, Escocia, el 30 de marzo de 1803.